# Гляйхшальтунг
Гляйхшальтунг (нім. Gleichschaltung, нім. вимова: [ˈɡlaɪçʃaltʊŋ] ( прослухати), від Gleich  — рівний, однаковий і Schaltung — схема, підключення, включення) — термін, який використовувався націонал-соціалістами в Німеччині для позначення захоплення контролю над суспільними і політичними процесами. На практиці гляйхшальтунг являв собою насильницьке залучення в систему нацистської ідеології, політики, адміністрації, був введений для боротьби з плюралізмом та індивідуалізмом.

## Термінологія
Термін винайдений рейхсміністром юстиції Францом Гюртнером і вперше вжито 31 березня 1933 року в назві Першого закону про гляйхшальтунг (Попередній закон про втягнення земель в імперію) (Erstes Gleichschaltungsgesetz, Vorläufiges Gesetz zur Gleichschaltung der Länder mit dem Reich), згідно з яким землі країни втратили свій суверенітет на користь імперії.

## Цілі діяльності
Під гаслом гляйхшальтунга були проведені й інші правові перетворення, наприклад, був прийнятий закон про визнання НСДАП публічно-правовою корпорацією (Закон про забезпечення єдності партії і держави), були суміщені посади рейхспрезидента і рейхсканцлера (Закон про главу Німецької імперії).
Цей термін застосовувався і для легітимізації боротьби з опозицією і противниками режиму націонал-соціалізму, придушення непідконтрольних організацій. Наприклад, примусові об'єднання профспілок у Німецький робітничий фронт (Закон про порядок національної праці) і селянських спілок — в Імперський продовольчий стан (Reichsnährstand), проведені в рамках гляйхшальтунга.
Гляйхшальтунг мав на меті й масову ідеологічну роботу, в першу чергу серед молоді, яка залучалася в підконтрольні нацистам об'єднання та спілки, пропагувалася відмова від індивідуальних устремлінь і втілення в життя настанов правлячого режиму, насаджувалася його ідеологія (див., наприклад, Гітлерюгенд або Націонал-соціалістичний союз студентів Німеччини).
Надзавданням гляйхшальтунга було створення суспільства лояльного режиму, готового слідувати вказівкам правлячої верхівки і, крім того, здійснювати самоконтроль — найменший прояв опозиційних настроїв повинен був присікатися без будь-яких вказівок зверху.